# Бонлије сир Рубион
Бонлије сир Рубион (фр. Bonlieu-sur-Roubion) насеље је и општина у источној Француској у региону Рона-Алпи, у департману Дром која припада префектури Валанс.
По подацима из 2011. године у општини је живело 367 становника, а густина насељености је износила 60,66 становника/km². Општина се простире на површини од 6,05 km². Налази се на средњој надморској висини од 139 метара (максималној 212 m, а минималној 130 m).

## Демографија
| 1962. | 1968. | 1975. | 1982. | 1990. | 1999. | 2011. |
| ----- | ----- | ----- | ----- | ----- | ----- | ----- |
| 168   | 170   | 144   | 221   | 286   | 378   | 367   |

График промене броја становника у току последњих година